# Richard Beck (Politiker)
Richard Beck (* 5. Oktober 1834 in Oelsnitz; † nach 1875) war ein deutscher Politiker und sächsischer Landtagsabgeordneter.
Bereits seit 1868 war Richard Beck Mitglied der Handelskammer Dresden, ebenso war er bis 1875 Stadtrat in Dresden. Beck saß von 1871 bis 1875 als Abgeordneter für die Liberalen im Sächsischen Landtag, seit 1873 war er stellvertretendes Mitglied des Landtagsausschusses zur Verwaltung der Staatsschulden.
Richard Beck war Direktor des Hänichener Steinkohlenbauvereins. Wegen Unterschlagung wurde Richard Beck seit Juli 1875 polizeilich gesucht und tauchte unter.